# Liga Deportiva de Salto
La Liga de Fútbol de Salto es una de las Ligas Regionales de fútbol en Argentina pertenecientes a la provincia de Buenos Aires. Su sede se encuentra ubicado en Arredondo 199, en la ciudad de Salto. Su jurisdicción comprende al partido homónimo.
La Liga está afiliada a la Asociación del Fútbol Argentino a través de su ente rector del fútbol indirectamente afiliado, el Consejo Federal del Fútbol Argentino. Esto permite a los campeones de la Liga competir en el Torneo Regional Federal Amateur, que representa la cuarta categoría del fútbol argentino y abre la vía para el ascenso a categorías que desembocan en la Primera División. Para la edición 2023/24 está clasificado el Centro Universitario Salto Argentino (C.U.S.A.) en representación deportiva de la Liga, y el Club Defensores mediante licencia deportiva.

## Historia
Previo a la fundación de la Liga hubo antecedentes de disputa del deporte entre clubes como Salto Athletic Club (luego renombrado a Club Atlético Salto) y Arroyo Luna, los disputantes del primer partido en 1897. En 1908 se funda el Club Atlético Argentino. Tras un breve decaimiento, surgieron varias entidades que terminaron siendo claves en la conformación de la Liga como Defensores, Sports y Compañía General (fundado como Compañía General Buenos Aires), más otros que no tuvieron tanto éxito como Brena House, Pedal Club, Leandro N. Alem, Amigos Unidos y Libertarios, todos ellos de Salto, junto a Atlético y Santa Rosa de Arroyo Dulce, Los Andes de Tacuarí y Santa Inés de las Cuatro Puertas.
Fue así que un 28 de agosto de 1928, los clubes Defensores, Sports y Compañía General Buenos Aires de Salto y Pedro Marzano de Estación Berdier dieron origen a la Liga Deportiva de Salto. También hay registros de un club llamado Américo Pedrini, de Coronel Isleños, que solo disputó esa primera edición inicial. Un tiempo más tarde de su fundación, la Liga fue renombrada a Liga de Fútbol de Salto, su nombre en la actualidad.
En el año 2005, debido a la imposición del Consejo Federal del mínimo de equipos como requerimiento de afiliación, la Liga comenzó a organizar torneos en conjunto con otras Ligas de la zona. La primera Unión Regional fue organizada en conjunto con la Liga Deportiva de Colón, la Liga Deportiva de Fútbol de Rojas y la Liga de Fútbol de Pergamino. Esta unión perduró hasta el año 2010, cuando la Liga de Pergamino se abre de la Unión Regional, y las demás Ligas se unieron a la Unión Regional compuesta por la Liga Deportiva del Oeste, la Liga Deportiva de Chacabuco, la Liga Bragadense de Fútbol y la Liga Deportiva de General Arenales. La Liga de Salto integró esta Unión Regional hasta el año 2016, cuando disputó el último torneo junto a las Ligas de Junín y Chacabuco. Cuando la Unión Regional fue revivida en el año 2023, la Liga no tomó parte de la misma.

### Presidentes
Estos fueron los distintos presidentes que tuvo la Liga en su historia.
| Período   | Presidente                            |
| --------- | ------------------------------------- |
| 1928-1929 | Dr. Juan J. Moore                     |
| 1930-1934 | Américo Pedrini                       |
| 1935      | Miguel Quiñones / Andrés La Preciosa  |
| 1936      | Domingo García                        |
| 1937      | Domingo García / Alexis Garibaldi     |
| 1938      | Victor P. Tobin                       |
| 1939      | Victor Pezzetti                       |
| 1940      | Rodolfo Bruzzone                      |
| 1941      | Rodolfo Bruzzone / Jorge Nahara       |
| 1942-1943 | Victor P. Tobin                       |
| 1944      | Juan Miguel Marques                   |
| 1945      | Jorge Psiris                          |
| 1946      | Dr. Desiderio Bonfiglio               |
| 1947      | Domingo García                        |
| 1948      | Alberto L. Damonte                    |
| 1949-1951 | Heriberto J. Desimone                 |
| 1952      | Heriberto J. Desimone / José Gremoli  |
| 1953      | José Gremoli                          |
| 1954      | Dr. Alberto Anglarill                 |
| 1955      | Doroteo Gómez                         |
| 1956      | Doroteo Gómez / Heriberto J. Desimone |
| 1957      | Artemio De La Cruz                    |
| 1958      | Alfredo Randich / Angel Rios          |
| 1959      | Juan Carlos Mendoza                   |
| 1960      | Juan Carlos Mendoza / Angel Rios      |
| 1961      | Domingo P. Dordoni                    |
| 1962-1963 | Raúl Marchessi                        |
| 1964-1977 | Heriberto J. Desimone                 |
| 1978-1979 | Atilio Ernesto Campos                 |
| 1980      | Doroteo Gómez                         |
| 1981-1982 | Dr. Victorio Migliaro                 |
| 1983      | Bartolomé Savoia                      |
| 1984      | Domingo García                        |
| 1985-1987 | Héctor Roldán                         |
| 1988-1989 | Pedro Serrani                         |
| 1990      | Julio Gardinali                       |
| 1991-1994 | Francisco Dirolli                     |
| 1995-2002 | Alvises Persico                       |
| 2003-2005 | Dr. Sergio Díaz Gobato                |
| 2006-2010 | Dr. César Di Mantova                  |
| 2011-...  | Jorge Garavano                        |

## Clubes destacados
- Defensores: Consiguió el ascenso al Torneo Argentino B en la temporada 2007 del Torneo del Interior. Tras tres temporadas, descendió de categoría, pero logró regresar en 2012, siendo uno de los 40 invitados al reformado Torneo Argentino B edición 2012/13, en donde perduró hasta la edición 2017, la última previo a la fusión de la categoría con el Torneo Federal C para formar el Torneo Regional Federal Amateur. También participó de las ediciones 2012/13, 2013/14 y 2014/15 de la Copa Argentina de Fútbol.
- Sports: Consiguió su plaza en la temporada 2013/14 del Torneo Argentino B, participando hasta la temporada 2015, y luego retornando en la última temporada de la categoría, la 2017, tras ganar uno de los dos ascensos otorgados por el Torneo Federal C 2017. También participó de las ediciones 2013/14 y 2014/15 de la Copa Argentina de Fútbol.

## Clubes registrados

### Clubes activos de fútbol masculino en 2023
Los siguientes equipos participan de la temporada 2023 del fútbol liguista masculino de Salto:
| Equipo                                          | Ciudad | Notas                        |
| ----------------------------------------------- | ------ | ---------------------------- |
| Centro Universitario Salto Argentino (C.U.S.A.) | Salto  |                              |
| Club Atlético Alumni                            | Salto  | Volvió a participar en 2023. |
| Club Atlético Compañía General                  | Salto  |                              |
| Club Atlético Deportivo Salto                   | Salto  |                              |
| Club Defensores de Salto                        | Salto  |                              |
| Club Sports Salto                               | Salto  |                              |
| Club Villa Italia                               | Salto  |                              |
| Leones Barrio Trocha Fútbol Club                | Salto  |                              |
| Valacco Fútbol Club                             | Salto  |                              |

### Clubes activos de fútbol femenino en 2023
Los siguientes equipos participan de la temporada 2023 del fútbol liguista femenino de Salto:
| Equipo                                          | Ciudad        | Primera | Sub-15 | Notas |
| ----------------------------------------------- | ------------- | ------- | ------ | --- |
| Centro Universitario Salto Argentino (C.U.S.A.) | Salto         | Si      | Si     | |
| Club Atlético Compañía General                  | Salto         | Si      | No     | |
| Club Defensores de Salto                        | Salto         | Si      | Si     | |
| Club Atlético El Fortín                         | La Invencible | Si      | No     | Nombrado por la compañía de soldados blandengues instalada en el año 1752 y la construcción, ese mismo año, del fortín, a orillas del salto de agua. Participó con fútbol masculino en Primera División entre 1973 y 1981. |
| Club El Fortín de Salto                         | Salto         | Si      | Si     | Participó con plantel masculino en Primera hasta 2018 inclusive. También participó de los torneos de la Liga de Fútbol de Arrecifes con plantel masculino.                                                                 |
| Club Sports Salto                               | Salto         | Si      | Si     | |
| Club Villa Italia                               | Salto         | Si      | Si     | |

### Otros clubes
Otros clubes que han disputado torneos en la Liga de Fútbol de Salto.
| Equipo                                | Ciudad           | Estado       | Notas |
| ------------------------------------- | ---------------- | ------------ | --- |
| Américo Pedrini                       | Coronel Isleños  | Desaparecido | Nombrado por su principal benefactor. Participó solamente en 1929. |
| Centro Recreativo Gahan               | Gahan            | Desafiliado  | Dejó de participar en 2006. |
| Círculo de Amigos Unidos              | Arroyo Dulce     | Desaparecido | Participó por última vez en 2010, jugando inclusive el Siete Ligas de ese año. Se fusionó con el Club Social y Deportivo Arroyo Dulce para formar la Unión Deportiva Arroyo Dulce, con la cual participan en la Liga de Fútbol de Pergamino.                               |
| Club Atlético Huracán                 | Gahan            | Desafiliado  | |
| Club Atlético Pedro Marzano           | Estación Berdier | Desafiliado  | Nombrado por su principal benefactor. |
| Club Atlético San Martín              | Salto            | Desafiliado  | |
| Club Atlético Sportsman               | Carmen de Areco  | Desafiliado  | Participó hasta 2021 de la Liga antes de volver a la Liga de Fútbol de Arrecifes. |
| Club Deportivo Berdier                | Estación Berdier | Desaparecido | Participó solamente en la edición 1936. |
| Club Deportivo Gahan                  | Gahan            | Desafiliado  | |
| Club Deportivo Huracán                | Salto            | Desafiliado  | |
| Club Deportivo y Social Independiente | Inés Indart      | Desafiliado  | Dejó de participar en 2014. |
| Club Social y Deportivo Arroyo Dulce  | Arroyo Dulce     | Desaparecido | Previamente conocido como Club Juan Domingo Perón Club Atlético Arroyo Dulce y Arroyo Dulce Fútbol Club. Se fusionó con el Círculo de Amigos Unidos de Arroyo Dulce para formar la Unión Deportiva Arroyo Dulce, con la cual participan en la Liga de Fútbol de Pergamino. |
| Club Social Boca Juniors              | Salto            | Desaparecido | Participó entre 1994 y 1997. |
| Club Social y Recreativo Tacuarí      | Paraje Tacuarí   | Desafiliado  | |
| Defensores                            | Inés Indart      | Desaparecido | Participó entre 1935 y 1937. |
| Deportivo Italiano                    | Salto            | Desaparecido | |
| Juventud Católica                     | Salto            | Desafiliado  | |
| Juventud Unida                        | Gahan            | Desafiliado  | |
| Progreso                              | Salto            | Desaparecido | |
| Santa Inés                            | Salto            | Desaparecido | |
| Social de Arroyo Dulce                | Arroyo Dulce     | Desaparecido | |
| Social de Inés Indart                 | Inés Indart      | Desaparecido | |
| Sportivo Gahan                        | Gahan            | Desaparecido | |
| Villa Retiro                          | Salto            | Desaparecido | |

## Historial de campeones
Los siguientes son los campeones de todos los torneos disputados en la Liga.

### Por año
| Año  | Campeonato    | Ganador                  | Ciudad        |
| ---- | ------------- | ------------------------ | ------------- |
| 1929 | Único         | Compañía General         | Salto         |
| 1930 | Único         | Defensores               | Salto         |
| 1931 | Único         | Compañía General         | Salto         |
| 1932 | Único         | Sports                   | Salto         |
| 1933 | Único         | Sports                   | Salto         |
| 1934 | Único         | Compañía General         | Salto         |
| 1935 | Único         | Compañía General         | Salto         |
| 1936 | Único         | Compañía General         | Salto         |
| 1937 | Único         | Compañía General         | Salto         |
| 1938 | Único         | Sports                   | Salto         |
| 1939 | Único         | Compañía General         | Salto         |
| 1940 | Único         | Sports                   | Salto         |
| 1941 | Único         | Defensores               | Salto         |
| 1942 | Único         | Defensores               | Salto         |
| 1943 | Único         | Defensores               | Salto         |
| 1944 | Único         | Defensores               | Salto         |
| 1945 | Único         | Defensores               | Salto         |
| 1946 | Único         | Defensores               | Salto         |
| 1947 | Único         | Compañía General         | Salto         |
| 1948 | Único         | Compañía General         | Salto         |
| 1949 | Único         | Compañía General         | Salto         |
| 1950 | Único         | San Martín               | Salto         |
| 1951 | Único         | Compañía General         | Salto         |
| 1952 | Único         | Defensores               | Salto         |
| 1953 | Único         | Recreativo Gahan         | Gahan         |
| 1954 | Único         | Sports                   | Salto         |
| 1955 | Único         | Independiente            | Inés Indart   |
| 1956 | Único         | Sports                   | Salto         |
| 1957 | Único         | Defensores               | Salto         |
| 1958 | Único         | Sports                   | Salto         |
| 1959 | Único         | Defensores               | Salto         |
| 1960 | Único         | Sports                   | Salto         |
| 1961 | Único         | Defensores               | Salto         |
| 1962 | Único         | Defensores               | Salto         |
| 1963 | Único         | Compañía General         | Salto         |
| 1964 | Único         | Compañía General         | Salto         |
| 1965 | Único         | Sports                   | Salto         |
| 1966 | Único         | Sports                   | Salto         |
| 1967 | Único         | Sports                   | Salto         |
| 1968 | Único         | Compañía General         | Salto         |
| 1969 | Único         | Compañía General         | Salto         |
| 1970 | Único         | Compañía General         | Salto         |
| 1971 | Único         | Sports                   | Salto         |
| 1972 | Único         | Sports                   | Salto         |
| 1973 | Único         | Defensores               | Salto         |
| 1974 | Único         | Compañía General         | Salto         |
| 1975 | Único         | Defensores               | Salto         |
| 1976 | Único         | Sports                   | Salto         |
| 1977 | Único         | Compañía General         | Salto         |
| 1978 | Único         | Compañía General         | Salto         |
| 1979 | Único         | Compañía General         | Salto         |
| 1980 | Único         | Compañía General         | Salto         |
| 1981 | Único         | Compañía General         | Salto         |
| 1982 | Único         | Alumni                   | Salto         |
| 1983 | Único         | Sports                   | Salto         |
| 1984 | Único         | C.U.S.A.                 | Salto         |
| 1985 | No se disputó | No se disputó            | No se disputó |
| 1986 | No se disputó | No se disputó            | No se disputó |
| 1987 | Único         | Defensores               | Salto         |
| 1988 | Único         | Compañía General         | Salto         |
| 1989 | Único         | Compañía General         | Salto         |
| 1990 | Único         | C.U.S.A.                 | Salto         |
| 1991 | Único         | Compañía General         | Salto         |
| 1992 | Único         | Compañía General         | Salto         |
| 1993 | Único         | Compañía General         | Salto         |
| 1994 | No se disputó | No se disputó            | No se disputó |
| 1995 | Único         | Alumni                   | Salto         |
| 1996 | Único         | Defensores               | Salto         |
| 1997 | Único         | Sports                   | Salto         |
| 1998 | Único         | Defensores               | Salto         |
| 1999 | Único         | Defensores               | Salto         |
| 2000 | No se disputó | No se disputó            | No se disputó |
| 2001 | Único         | Defensores               | Salto         |
| 2002 | Único         | Defensores               | Salto         |
| 2003 | Único         | Compañía General         | Salto         |
| 2004 | Único         | Compañía General         | Salto         |
| 2005 | No se disputó | No se disputó            | No se disputó |
| 2006 | No se disputó | No se disputó            | No se disputó |
| 2007 | No se disputó | No se disputó            | No se disputó |
| 2008 | Único         | Defensores               | Salto         |
| 2009 | Único         | Sports                   | Salto         |
| 2010 | Único         | Defensores               | Salto         |
| 2011 | Único         | Defensores               | Salto         |
| 2012 | Único         | Defensores               | Salto         |
| 2013 | Único         | Defensores               | Salto         |
| 2014 | Único         | Defensores               | Salto         |
| 2015 | Único         | Defensores               | Salto         |
| 2016 | Único         | El Fortín                | Salto         |
| 2017 | Único         | Sports                   | Salto         |
| 2018 | Único         | Defensores               | Salto         |
| 2019 | Único         | Defensores               | Salto         |
| 2020 | No se disputó | No se disputó            | No se disputó |
| 2021 | Único         | Defensores               | Salto         |
| 2022 | Único         | Compañía General         | Salto         |
| 2023 | Único         | Club Defensores de Salto | Salto         |

### Por club
| Equipo                                                    | Ciudad                                                    | Total | Campeonatos |
| --------------------------------------------------------- | --------------------------------------------------------- | ----- | --- |
| Defensores                                                | Salto                                                     | 31    | 1930, 1941, 1942, 1943, 1944, 1945, 1946, 1952, 1957, 1959, 1961, 1962, 1973, 1975, 1987, 1996, 1998, 1999, 2001, 2002, 2008, 2010, 2011, 2012, 2013, 2014, 2015, 2018, 2019, 2021,2023 |
| Compañía General                                          | Salto                                                     | 30    | 1929, 1931, 1934, 1935, 1936, 1937, 1939, 1947, 1948, 1949, 1951, 1963, 1964, 1968, 1969, 1970, 1974, 1977, 1978, 1979, 1980, 1981, 1988, 1989, 1991, 1992, 1993, 2003, 2004, 2022      |
| Sports                                                    | Salto                                                     | 18    | 1932, 1933, 1938, 1940, 1954, 1956, 1958, 1960, 1965, 1966, 1967, 1971, 1972, 1976, 1983, 1997, 2009, 2017                                                                              |
| C.U.S.A.                                                  | Salto                                                     | 2     | 1984, 1990 |
| Alumni                                                    | Salto                                                     | 2     | 1982, 1995 |
| San Martín                                                | Salto                                                     | 1     | 1950 |
| Recreativo Gahan                                          | Gahan                                                     | 1     | 1953 |
| Independiente                                             | Inés Indart                                               | 1     | 1955 |
| El Fortín                                                 | Salto                                                     | 1     | 2016 |
| Campeonatos desiertos/sin resolución/años sin campeonatos | Campeonatos desiertos/sin resolución/años sin campeonatos | 8     | 1985, 1986, 1994, 2000, 2005, 2006, 2007, 2020 |

### Torneos interligas
| Edición                         | Ligas organizadoras | Campeón           | Ciudad    |
| ------------------------------- | --- | ----------------- | --------- |
| 2005 Torneo de las Cuatro Ligas | Liga Deportiva de Fútbol de Rojas, Liga de Fútbol de Salto, Liga Deportiva de Colón, Liga de Fútbol de Pergamino                                                                                          | Sports            | Salto     |
| 2006 Torneo de las Cuatro Ligas | Liga Deportiva de Fútbol de Rojas, Liga de Fútbol de Salto, Liga Deportiva de Colón, Liga de Fútbol de Pergamino                                                                                          | Defensores        | Salto     |
| 2007 Torneo de las Cuatro Ligas | Liga Deportiva de Fútbol de Rojas, Liga de Fútbol de Salto, Liga Deportiva de Colón, Liga de Fútbol de Pergamino                                                                                          | Sports            | Pergamino |
| 2008 Torneo de las Cuatro Ligas | Liga Deportiva de Fútbol de Rojas, Liga de Fútbol de Salto, Liga Deportiva de Colón, Liga de Fútbol de Pergamino                                                                                          | Sportivo Barracas | Colón     |
| 2009 Torneo de las Cuatro Ligas | Liga Deportiva de Fútbol de Rojas, Liga de Fútbol de Salto, Liga Deportiva de Colón, Liga de Fútbol de Pergamino                                                                                          | El Huracán        | Rojas     |
| 2010 Torneo de las Siete Ligas  | Liga Deportiva del Oeste, Liga Deportiva de Chacabuco, Liga Bragadense de Fútbol, Liga Deportiva de General Arenales, Liga de Fútbol de Salto, Liga Deportiva de Colón, Liga Deportiva de Fútbol de Rojas | Defensores        | Salto     |
| 2011 Torneo de las Siete Ligas  | Liga Deportiva del Oeste, Liga Deportiva de Chacabuco, Liga Bragadense de Fútbol, Liga Deportiva de General Arenales, Liga de Fútbol de Salto, Liga Deportiva de Colón, Liga Deportiva de Fútbol de Rojas | Social            | Ascensión |
| 2012 Torneo de las Seis Ligas   | Liga Deportiva del Oeste, Liga Deportiva de Chacabuco, Liga Deportiva de General Arenales, Liga de Fútbol de Salto, Liga Deportiva de Colón, Liga Deportiva de Fútbol de Rojas                            | Jorge Newbery     | Junín     |
| 2013 Torneo de las Seis Ligas   | Liga Deportiva del Oeste, Liga Deportiva de Chacabuco, Liga Deportiva de General Arenales, Liga de Fútbol de Salto, Liga Deportiva de Colón, Liga Deportiva de Fútbol de Rojas                            | Social            | Ascensión |
| 2014 Torneo de las Seis Ligas   | Liga Deportiva del Oeste, Liga Deportiva de Chacabuco, Liga Deportiva de General Arenales, Liga de Fútbol de Salto, Liga Deportiva de Colón, Liga Deportiva de Fútbol de Rojas                            | Sportivo Barracas | Colón     |
| 2015 Torneo de las Cuatro Ligas | Liga Deportiva del Oeste, Liga Deportiva de Chacabuco, Liga de Fútbol de Salto, Liga Deportiva de Colón                                                                                                   | Sportivo Barracas | Colón     |
| 2016 Torneo de las Tres Ligas   | Liga Deportiva del Oeste, Liga Deportiva de Chacabuco, Liga de Fútbol de Salto | Compañía General  | Salto     |